# Deutsche Snooker-Meisterschaft 2021
Die deutsche Snooker-Meisterschaft 2021 war die 24. Austragung der nationalen Meisterschaft der Herren in der Billardvariante Snooker. Sie fand vom 4. bis 7. November 2021 im Rahmen der deutschen Billard-Meisterschaft in der Wandelhalle im hessischen Bad Wildungen statt.
Deutscher Meister wurde zum ersten Mal Alexander Widau vom 1. DSC Hannover, der das Finale mit 4:2 gegen Soner Sari gewann. Den dritten Platz belegten Loris Lehmann und Michael Schnabel.
Das mit 109 Punkten höchste Break des Turniers erzielte Richard Wienold in seinem letzten Gruppenspiel gegen Carl Rosenberger.

## Vorrunde
Die 32 Spieler wurden in 8 Gruppen eingeteilt, in denen sie im Round-Robin-Modus gegeneinander antraten. Die beiden Bestplatzierten jeder Gruppe qualifizierten sich für die Finalrunde, die im K.-o.-System ausgespielt wurde.

### Gruppe A
| Platz | Spieler          | G | V | Frames |
| ----- | ---------------- | - | - | ------ |
| 1     | Richard Wienold  | 3 | 0 | 9:2    |
| 2     | Julian Matthias  | 2 | 1 | 8:3    |
| 3     | Carl Rosenberger | 1 | 2 | 3:6    |
| 4     | Peter Kelm       | 0 | 3 | 0:9    |

| Spiel | Spieler 1        | Ergebnis | Spieler 2        |
| ----- | ---------------- | -------- | ---------------- |
| 1     | Richard Wienold  | 03:03    | Peter Kelm       |
| 2     | Carl Rosenberger | 30:30    | Julian Matthias  |
| 3     | Richard Wienold  | 23:23    | Julian Matthias  |
| 4     | Carl Rosenberger | 03:03    | Peter Kelm       |
| 5     | Richard Wienold  | 03:03    | Carl Rosenberger |
| 6     | Julian Matthias  | 03:03    | Peter Kelm       |

### Gruppe B
| Platz | Spieler          | G | V | Frames |
| ----- | ---------------- | - | - | ------ |
| 1     | Felix Frede      | 3 | 0 | 9:5    |
| 2     | Alexander Widau  | 2 | 1 | 7:3    |
| 3     | Sven-Goran Maier | 1 | 2 | 5:6    |
| 4     | Wojciech Pastor  | 0 | 3 | 2:9    |

| Spiel | Spieler 1        | Ergebnis | Spieler 2        |
| ----- | ---------------- | -------- | ---------------- |
| 1     | Felix Frede      | 23:23    | Wojciech Pastor  |
| 2     | Sven-Goran Maier | 30:30    | Alexander Widau  |
| 3     | Felix Frede      | 13:13    | Alexander Widau  |
| 4     | Sven-Goran Maier | 03:03    | Wojciech Pastor  |
| 5     | Felix Frede      | 23:23    | Sven-Goran Maier |
| 6     | Alexander Widau  | 03:03    | Wojciech Pastor  |

### Gruppe C
| Platz | Spieler          | G | V | Frames |
| ----- | ---------------- | - | - | ------ |
| 1     | Jan Eisenstein   | 3 | 0 | 9:1    |
| 2     | Sascha Breuer    | 2 | 1 | 6:7    |
| 3     | Nicolas Fiß      | 1 | 2 | 5:6    |
| 4     | Dominik Guttzeit | 0 | 3 | 3:9    |

| Spiel | Spieler 1      | Ergebnis | Spieler 2        |
| ----- | -------------- | -------- | ---------------- |
| 1     | Sascha Breuer  | 23:23    | Dominik Guttzeit |
| 2     | Jan Eisenstein | 03:03    | Nicolas Fiß      |
| 3     | Sascha Breuer  | 23:23    | Nicolas Fiß      |
| 4     | Jan Eisenstein | 13:13    | Dominik Guttzeit |
| 5     | Sascha Breuer  | 30:30    | Jan Eisenstein   |
| 6     | Nicolas Fiß    | 03:03    | Dominik Guttzeit |

### Gruppe D
| Platz | Spieler           | G | V | Frames |
| ----- | ----------------- | - | - | ------ |
| 1     | Roman Dietzel     | 3 | 0 | 9:3    |
| 2     | Tobias Friedrichs | 2 | 1 | 8:3    |
| 3     | William Frey      | 1 | 2 | 4:6    |
| 4     | Rene Rudolph      | 0 | 3 | 0:9    |

| Spiel | Spieler 1         | Ergebnis | Spieler 2     |
| ----- | ----------------- | -------- | ------------- |
| 1     | Tobias Friedrichs | 03:03    | Rene Rudolph  |
| 2     | William Frey      | 31:31    | Roman Dietzel |
| 3     | Tobias Friedrichs | 32:32    | Roman Dietzel |
| 4     | William Frey      | 03:03    | Rene Rudolph  |
| 5     | Tobias Friedrichs | 03:03    | William Frey  |
| 6     | Roman Dietzel     | 03:03    | Rene Rudolph  |

### Gruppe E
| Platz | Spieler          | G | V | Frames |
| ----- | ---------------- | - | - | ------ |
| 1     | Daniel Schneider | 3 | 0 | 9:3    |
| 2     | Charly Gaede     | 2 | 1 | 7:4    |
| 3     | Luca Kaufmann    | 1 | 2 | 6:8    |
| 4     | David Lis        | 0 | 3 | 2:9    |

| Spiel | Spieler 1        | Ergebnis | Spieler 2        |
| ----- | ---------------- | -------- | ---------------- |
| 1     | David Lis        | 30:30    | Charly Gaede     |
| 2     | Luca Kaufmann    | 32:32    | Daniel Schneider |
| 3     | David Lis        | 30:30    | Daniel Schneider |
| 4     | Luca Kaufmann    | 31:31    | Charly Gaede     |
| 5     | David Lis        | 32:32    | Luca Kaufmann    |
| 6     | Daniel Schneider | 13:13    | Charly Gaede     |

### Gruppe F
| Platz | Spieler           | G | V | Frames |
| ----- | ----------------- | - | - | ------ |
| 1     | Daniel Sciborski  | 2 | 1 | 7:3    |
| 2     | Soner Sari        | 2 | 1 | 7:5    |
| 3     | Julien Lange      | 1 | 2 | 5:7    |
| 4     | Aaron Bocksberger | 1 | 2 | 4:8    |

| Spiel | Spieler 1         | Ergebnis | Spieler 2         |
| ----- | ----------------- | -------- | ----------------- |
| 1     | Daniel Sciborski  | 03:03    | Julien Lange      |
| 2     | Soner Sari        | 13:13    | Aaron Bocksberger |
| 3     | Daniel Sciborski  | 03:03    | Aaron Bocksberger |
| 4     | Soner Sari        | 31:31    | Julien Lange      |
| 5     | Daniel Sciborski  | 31:31    | Soner Sari        |
| 6     | Aaron Bocksberger | 23:23    | Julien Lange      |

### Gruppe G
| Platz | Spieler                | G | V | Frames |
| ----- | ---------------------- | - | - | ------ |
| 1     | Michael Schnabel       | 3 | 0 | 9:4    |
| 2     | Loris Lehmann          | 2 | 1 | 8:4    |
| 3     | Kilian Baur-Pantoulier | 1 | 2 | 6:6    |
| 4     | Thomas Wilke           | 0 | 3 | 0:9    |

| Spiel | Spieler 1              | Ergebnis | Spieler 2              |
| ----- | ---------------------- | -------- | ---------------------- |
| 1     | Michael Schnabel       | 03:03    | Thomas Wilke           |
| 2     | Loris Lehmann          | 13:13    | Kilian Baur-Pantoulier |
| 3     | Michael Schnabel       | 23:23    | Kilian Baur-Pantoulier |
| 4     | Loris Lehmann          | 03:03    | Thomas Wilke           |
| 5     | Michael Schnabel       | 23:23    | Loris Lehmann          |
| 6     | Kilian Baur-Pantoulier | 03:03    | Thomas Wilke           |

### Gruppe H
| Platz | Spieler        | G | V | Frames |
| ----- | -------------- | - | - | ------ |
| 1     | Umut Dikme     | 3 | 0 | 9:3    |
| 2     | Stephan Bock   | 2 | 1 | 6:6    |
| 3     | Florian Werres | 1 | 2 | 7:6    |
| 4     | Markus Ernicke | 0 | 1 | 2:9    |

| Spiel | Spieler 1      | Ergebnis | Spieler 2      |
| ----- | -------------- | -------- | -------------- |
| 1     | Umut Dikme     | 23:23    | Florian Werres |
| 2     | Stephan Bock   | 13:13    | Markus Ernicke |
| 3     | Umut Dikme     | 13:13    | Markus Ernicke |
| 4     | Stephan Bock   | 23:23    | Florian Werres |
| 5     | Umut Dikme     | 03:03    | Stephan Bock   |
| 6     | Markus Ernicke | 30:30    | Florian Werres |

## Finalrunde
|  | Achtelfinale      | Achtelfinale |                  |               | Viertelfinale    | Viertelfinale |  |  | Halbfinale | Halbfinale |  |  | Finale | Finale |
|  |                   |              |                  |               |                  |               |  |  |            |            |  |  |        |        |
|  |                   |              |                  |               |                  |               |  |  |            |            |  |  |        |        |
|  | Jan Eisenstein    | 1            |                  |               |                  |               |  |  |            |            |  |  |        |        |
|  | Alexander Widau   | 3            |                  |               |                  |               |  |  |            |            |  |  |        |        |
|  | Alexander Widau   | 3            | Alexander Widau  | 3             |                  |               |  |  |            |            |  |  |        |        |
|  |                   |              | Alexander Widau  | 3             |                  |               |  |  |            |            |  |  |        |        |
|  |                   |              |                  |               | Julian Matthias  | 0             |  |  |            |            |  |  |        |        |
|  | Julian Matthias   | 3            |                  |               | Julian Matthias  | 0             |  |  |            |            |  |  |        |        |
|  | Julian Matthias   | 3            |                  |               |                  |               |  |  |            |            |  |  |        |        |
|  | Daniel Sciborski  | 0            |                  |               |                  |               |  |  |            |            |  |  |        |        |
|  | Daniel Sciborski  | 0            | Alexander Widau  | 3             |                  |               |  |  |            |            |  |  |        |        |
|  |                   |              | Alexander Widau  | 3             |                  |               |  |  |            |            |  |  |        |        |
|  |                   |              |                  | Loris Lehmann | 0                |               |  |  |            |            |  |  |        |        |
|  | Umut Dikme        | 2            |                  | Loris Lehmann | 0                |               |  |  |            |            |  |  |        |        |
|  | Umut Dikme        | 2            |                  |               |                  |               |  |  |            |            |  |  |        |        |
|  | Loris Lehmann     | 3            |                  |               |                  |               |  |  |            |            |  |  |        |        |
|  | Loris Lehmann     | 3            | Loris Lehmann    | 3             |                  |               |  |  |            |            |  |  |        |        |
|  |                   |              | Loris Lehmann    | 3             |                  |               |  |  |            |            |  |  |        |        |
|  |                   |              |                  |               | Charly Gaede     | 0             |  |  |            |            |  |  |        |        |
|  | Charly Gaede      | 3            |                  |               | Charly Gaede     | 0             |  |  |            |            |  |  |        |        |
|  | Charly Gaede      | 3            |                  |               |                  |               |  |  |            |            |  |  |        |        |
|  | Roman Dietzel     | 2            |                  |               |                  |               |  |  |            |            |  |  |        |        |
|  | Roman Dietzel     | 2            | Alexander Widau  | 4             |                  |               |  |  |            |            |  |  |        |        |
|  |                   |              | Alexander Widau  | 4             |                  |               |  |  |            |            |  |  |        |        |
|  |                   |              |                  | Soner Sari    | 2                |               |  |  |            |            |  |  |        |        |
|  | Daniel Schneider  | 3            |                  | Soner Sari    | 2                |               |  |  |            |            |  |  |        |        |
|  | Daniel Schneider  | 3            |                  |               |                  |               |  |  |            |            |  |  |        |        |
|  | Sascha Breuer     | 1            |                  |               |                  |               |  |  |            |            |  |  |        |        |
|  | Sascha Breuer     | 1            | Daniel Schneider | 0             |                  |               |  |  |            |            |  |  |        |        |
|  |                   |              | Daniel Schneider | 0             |                  |               |  |  |            |            |  |  |        |        |
|  |                   |              |                  |               | Michael Schnabel | 3             |  |  |            |            |  |  |        |        |
|  | Stephan Bock      | 0            |                  |               | Michael Schnabel | 3             |  |  |            |            |  |  |        |        |
|  | Stephan Bock      | 0            |                  |               |                  |               |  |  |            |            |  |  |        |        |
|  | Michael Schnabel  | 3            |                  |               |                  |               |  |  |            |            |  |  |        |        |
|  | Michael Schnabel  | 3            | Michael Schnabel | 0             |                  |               |  |  |            |            |  |  |        |        |
|  |                   |              | Michael Schnabel | 0             |                  |               |  |  |            |            |  |  |        |        |
|  |                   |              |                  | Soner Sari    | 3                |               |  |  |            |            |  |  |        |        |
|  | Felix Frede       | 0            |                  | Soner Sari    | 3                |               |  |  |            |            |  |  |        |        |
|  | Felix Frede       | 0            |                  |               |                  |               |  |  |            |            |  |  |        |        |
|  | Soner Sari        | 3            |                  |               |                  |               |  |  |            |            |  |  |        |        |
|  | Soner Sari        | 3            | Soner Sari       | 3             |                  |               |  |  |            |            |  |  |        |        |
|  |                   |              | Soner Sari       | 3             |                  |               |  |  |            |            |  |  |        |        |
|  |                   |              |                  |               | Richard Wienold  | 1             |  |  |            |            |  |  |        |        |
|  | Tobias Friedrichs | 0            |                  |               | Richard Wienold  | 1             |  |  |            |            |  |  |        |        |
|  | Tobias Friedrichs | 0            |                  |               |                  |               |  |  |            |            |  |  |        |        |
|  | Richard Wienold   | 3            |                  |               |                  |               |  |  |            |            |  |  |        |        |

## Finale
| Finale: Best of 7 Frames Schiedsrichter/in: Markus Freitag Wandelhalle, Bad Wildungen, Deutschland, 7. November 2021 |                |            |
| Alexander Widau | 4:2            | Soner Sari |
| 82:13 (50), 18:86 (50), 75:10 (57), 80:27, 30:59, 63:19                                                              |                |            |
| 57 | Höchstes Break | 50         |
| – | Century-Breaks | –          |
| 2 | 50+-Breaks     | 1          |

## Century Breaks
Während des Turniers spielten zwei Spieler jeweils ein Century Break.
| Richard Wienold | 109 |
| Umut Dikme      | 100 |